# Rachid Ghanimi
Rachid Ghanimi (en arabe : رشيد الغانمي), né le 25 avril 2001 à Khouribga (Maroc), est un footballeur marocain qui joue au poste de gardien de but au Fath US.

## Biographie

### En club
Né à Khouribga, il intègre jeune le centre de formation du Rapide Oued Zem. Faisant ses premières apparitions avec l'effectif professionnel lors de la saison 2021-22, le club évolue alors dans le bas du classement de la Botola Pro avant d'être relégué.
Lors de la saison 2022-23, il s'impose en tant que premier gardien du club et joue la majorité des matchs en tant que titulaire en Botola Pro2. 

### Équipe du Maroc
En octobre 2021, il figure pour la première fois sur la liste du Maroc olympique concoctée par Hicham Dmii pour un stage de préparation au Centre sportif de Maâmora à Salé du 4 au 12 octobre.
Le 12 janvier 2022 et 27 février 2022, il retourne en équipe nationale pour un stage de préparation au Centre sportif de Maâmora au sein d'un effectif évoluant dans le championnat local,. Il retourne en équipe du Maroc olympique en juillet 2022, lorsqu'il est convoqué par Hicham Dmii pour figurer sur sa liste de la sélection qui prend part aux Jeux de la solidarité islamique qui a lieu à Konya en Turquie. La liste comprend uniquement les joueurs locaux âgés moins de 23 ans. Se retrouvant dans un groupe B composé de l'Iran, de l'Arabie saoudite et l'Azerbaïdjan, le premier match est remporté sur tapis vert à la suite du retrait de l'Iran de la compétition. Lors du deuxième match, les Marocains sont défaits par les Saoudiens sur un score de 2-0. Il est alors éliminé au premier tour après un match nul de 2-2 enregistré face à l'Azerbaïdjan. Lors de ce dernier match, les buts sont inscrits par Reda Slim et Hamza Regragui.
Le 15 septembre 2022, il figure sur la liste des U23 pour un stage de préparation au Centre sportif de Maâmora et afin de préparer une double confrontation amicale contre le Sénégal olympique,.
Le 22 mars 2023, il reçoit sa première convocation avec le Maroc olympique sous la houlette du nouveau sélectionneur Issame Charaï pour trois matchs amicaux : face à la Côte d'Ivoire olympique, le Togo olympique et l'Ouzbékistan olympique à Rabat dans le cadre des préparations à la Coupe d'Afrique des nations des moins de 23 ans qui se déroulera au Maroc en 2023,. Il ne reçoit aucune minute de jeu, étant alors le troisième gardien dans la hiérarchie derrière Taha Mourid et Amjhad Nazih.
Le 9 juin 2023, il figure sur la liste définitive d'Issame Charaï pour prendre part à la Coupe d'Afrique U23 qui a lieu au Maroc en tant que troisième gardien derrière Alaa Bellaarouch et Elias Mago. Afin de préparer la Coupe d'Afrique U23, il est promu en équipe première de l'équipe du Maroc de Walid Regragui pour faire ses premiers entraînements en équipe première aux côtés de Yassine Bounou, avant de retourner avec l'effectif du Maroc olympique,,.
Les matchs de phase de groupe ont lieu en fin de mois de juin contre la Guinée olympique, le Ghana olympique et le Congo olympique au Complexe sportif Moulay-Abdallah de Rabat. Sur le banc lors des trois premiers matchs de poule, il parvient à valider son ticket pour la demi-finale après la victoire des deux premiers matchs,. En demi-finale contre le Mali olympique, ses coéquipiers réalisent une séance victorieuse de tirs au but après un match nul de 2-2. Il parvient ainsi à valider une qualification officielle aux Jeux olympiques d'été de 2024 à Paris ainsi qu'une finale contre l'Égypte olympique. La finale est remportée par le Maroc en prolongation contre l'Égypte olympique grâce à un but d'Oussama Targhalline (victoire, 2-1),.
Le 4 juillet 2024, il est sélectionné par Tarik Sektioui dans une liste de 22 joueurs avec le Maroc olympique pour prendre part aux Jeux olympiques 2024,. Lors de ce tournoi, il est choisi en tant que gardien remplaçant derrière Munir El Kajoui, et ne dispute ainsi aucune minute de jeu. Il termine les Jeux olympiques à la porte des demi-finales au Stade Vélodrome de Marseille contre l'Espagne olympique (défaite, 1-2).

## Statistiques

### Statistiques détaillées
| Saison                | Club                  | Championnat           | Championnat | Championnat | Championnat | Coupe(s) nationale(s) | Coupe(s) nationale(s) | Coupe(s) nationale(s) | Compétition(s) continentale(s) | Compétition(s) continentale(s) | Compétition(s) continentale(s) | Compétition(s) continentale(s) | Maroc | Maroc | Maroc | Total | Total | Total |
| Saison                | Club                  | Division              | M.          | B.          | P.d.        | M.                    | B.                    | P.d.                  | Comp.                          | M.                             | B.                             | P.d.                           | M.    | B.    | P.d.  | M.    | B.    | P.d.  |
| 2021-2022             | Rapide Oued Zem       | Botola Pro            | -           | -           | -           | -                     | -                     | -                     | -                              | -                              | -                              | -                              | -     | -     | -     | 0     | 0     | 0     |
| 2022-2023             | Rapide Oued Zem       | Botola Pro2           | 16          | 0           | 0           | -                     | -                     | -                     | -                              | -                              | -                              | -                              | -     | -     | -     | 16    | 0     | 0     |
| Sous-total            | Sous-total            | Sous-total            | 16          | 0           | 0           | -                     | -                     | -                     | -                              | -                              | -                              | -                              | -     | -     | -     | 16    | 0     | 0     |
| 2023-2024             | Fath US               | Botola Pro            | 4           | 0           | 0           | -                     | -                     | -                     | -                              | -                              | -                              | -                              | -     | -     | -     | 4     | 0     | 0     |
| 2024-2025             | Fath US               | Botola Pro            | -           | -           | -           | -                     | -                     | -                     | -                              | -                              | -                              | -                              | -     | -     | -     | 0     | 0     | 0     |
| Sous-total            | Sous-total            | Sous-total            | 4           | 0           | 0           | -                     | -                     | -                     | -                              | -                              | -                              | -                              | -     | -     | -     | 4     | 0     | 0     |
| Total sur la carrière | Total sur la carrière | Total sur la carrière | 20          | 0           | 0           | -                     | -                     | -                     | -                              | -                              | -                              | -                              | 0     | 0     | 0     | 20    | 0     | 0     |

### En sélection marocaine
Le tableau suivant liste les rencontres de l'équipe du Maroc U23 des catégories des jeunes dans lesquelles Rachid Ghanimi a été sélectionné depuis le 26 mars 2024.
| Catégorie | Date         | Lieu    | Adversaire     | Résultat | Minutes | Compétition  | Buts | Passes | Capitaine | Club    |
| --------- | ------------ | ------- | -------------- | -------- | ------- | ------------ | ---- | ------ | --------- | ------- |
| Maroc U23 | 26 mars 2024 | Antalya | Pays de Galles | 2 – 0    | 45 min  | Match amical | 0    | 0      | Non       | Fath US |

## Palmarès
Maroc -23 ans
- Coupe d'Afrique des nations :
  -  Vainqueur : 2023.
- Jeux olympiques
  -  Bronze : Paris 2024